# Santa Magdalena (Italie)
 (juillet 2023).
Santa Magdalena est une frazione de la commune de Funes dans la province autonome de Bolzano de la région Trentin-Haut-Adige.